# Majdan (Novi Kneževac)
Pour les articles homonymes, voir Majdan.
Majdan (en serbe cyrillique : Мајдан ; en hongrois : Magyarmajdány) est un village de Serbie situé dans la province autonome de Voïvodine. Il fait partie de la municipalité de Novi Kneževac dans le district du Banat septentrional. Au recensement de 2011, il comptait 207 habitants.

## Démographie

### Évolution historique de la population
| 1948 | 1953 | 1961 | 1971 | 1981 | 1991 | 2002 | 2011 |
| ---- | ---- | ---- | ---- | ---- | ---- | ---- | ---- |
| 747  | 824  | 717  | 624  | 451  | 387  | 292  | 207  |

|  |